# Schwarze Musik

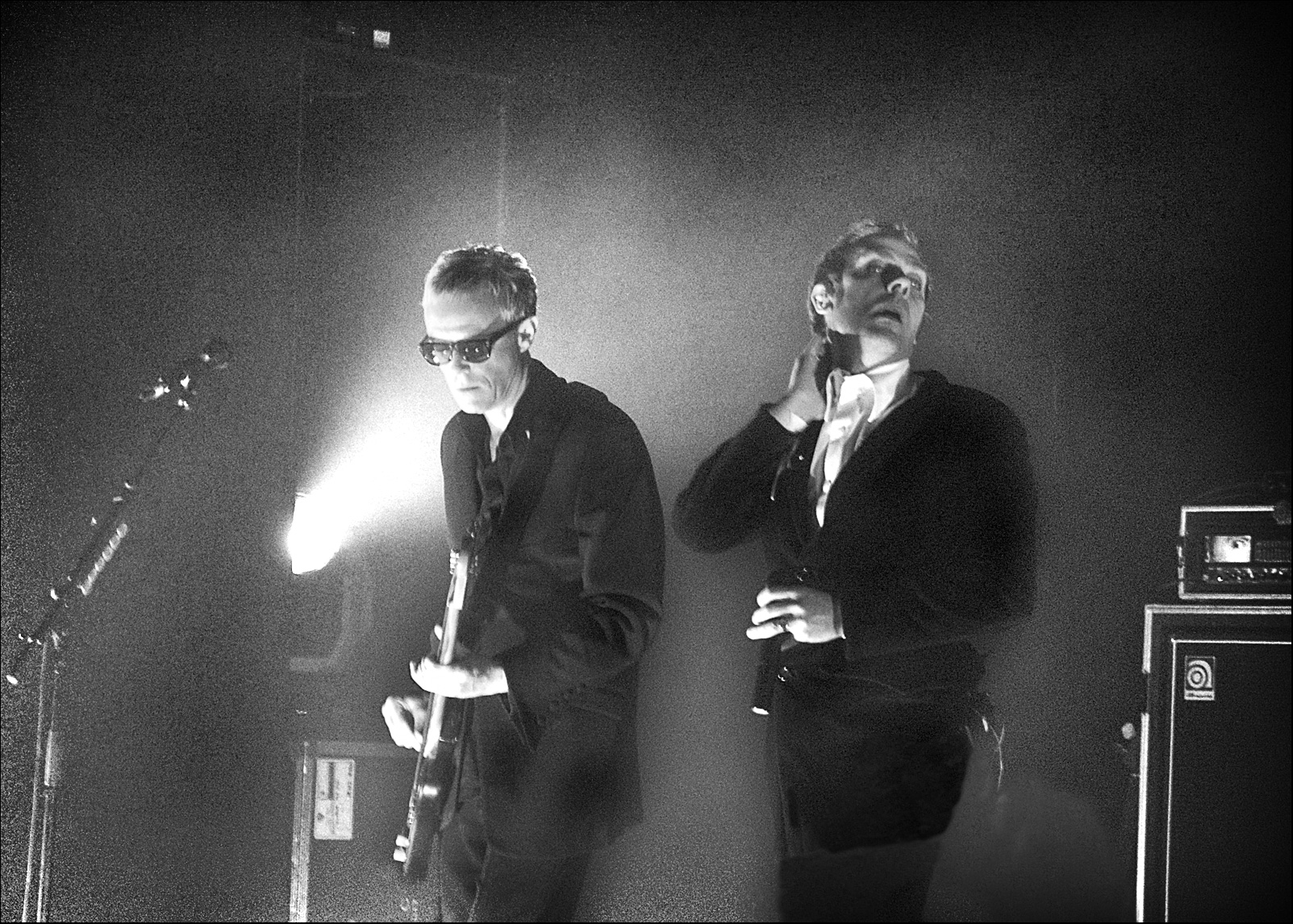
Der Gothic Rock von Gruppen wie Bauhaus, hier live 2006, galt lange als ein zentraler Stil der schwarzen Musik

Schwarze Musik, Dark Music, Dark Alternative Music und Indie-Dancefloor sind seit den 1990er Jahren gebräuchliche Sammelbezeichnungen für die in der Schwarzen Szene rezipierte Musik.

## Begriffsentstehung
Die Bezeichnungen entstanden nach der Lösung der Schwarzen Szene aus dem Kontext des Dark Wave und der zunehmenden Bedeutung bis dahin untypischer Musikformen. Nach Nym assimiliert die Schwarze Szene annähernd jede Musikästhetik, wodurch die zuvor identitätsstiftenden Musikstile ihre Bedeutung zur Vergemeinschaftung der Szene verloren. „Die deutlich erkennbare Diversifikation innerhalb des Spektrums ‚Schwarzer Musik‘ ist […] schon früh und ohne eine bewusste Planung eingetreten, schlicht bedingt durch künstlerischen Output und individuelle Hörvorlieben.“ Innerhalb der Szene führte diese Entwicklung zu einer Spezialisierung und Differenzierung in unterschiedliche Richtungen. Die musikalische Entwicklung wurde einerseits mit diversen Begriffen wie Schwarze Musik oder Dark Music zusammengefasst, andererseits jedoch auch unter Stilbezeichnungen zuvor populärer Genre subsumiert.

## Begriffe
Bereits früh war die Bezeichnung „Gothic“ vor allem von Außenstehenden mehrfach bedeutungsgleich zu „Schwarze Szene“ in Gebrauch. Die jedoch mit der Post-Punk- und Wave-Bewegung verknüpfte Gothic-Subkultur stellt nur einen Bruchteil des gesamten Spektrums der Schwarzen Szene dar. Vor diesem Hintergrund ist die Nutzung als Synonym umstritten und wird innerhalb der Schwarzen Szene kontrovers diskutiert, bedingt jedoch ebenso einen heterogenen Gebrauch des Begriffs Gothic. Eine Abgrenzung wird mitunter durch den häufigen Gebrauch des Begriffes „Gothic“ in der Musikpresse und internationale Unterschiede in der Begriffsnutzung erschwert.  Hierbei entstanden erste Fremdnutzungen des Begriffs als Sammelbezeichnung, die sich bei ähnlichen Stilbegriffen innerhalb der Szene wiederfanden. Dem Entgegen bemühten sich einige Szenechronisten und -akteure das Spektrum der in der Gemeinschaft rezipierten Musik mit teils neu geschaffenen Sammelbezeichnungen zu erfassen.

### Fremdnutzungen

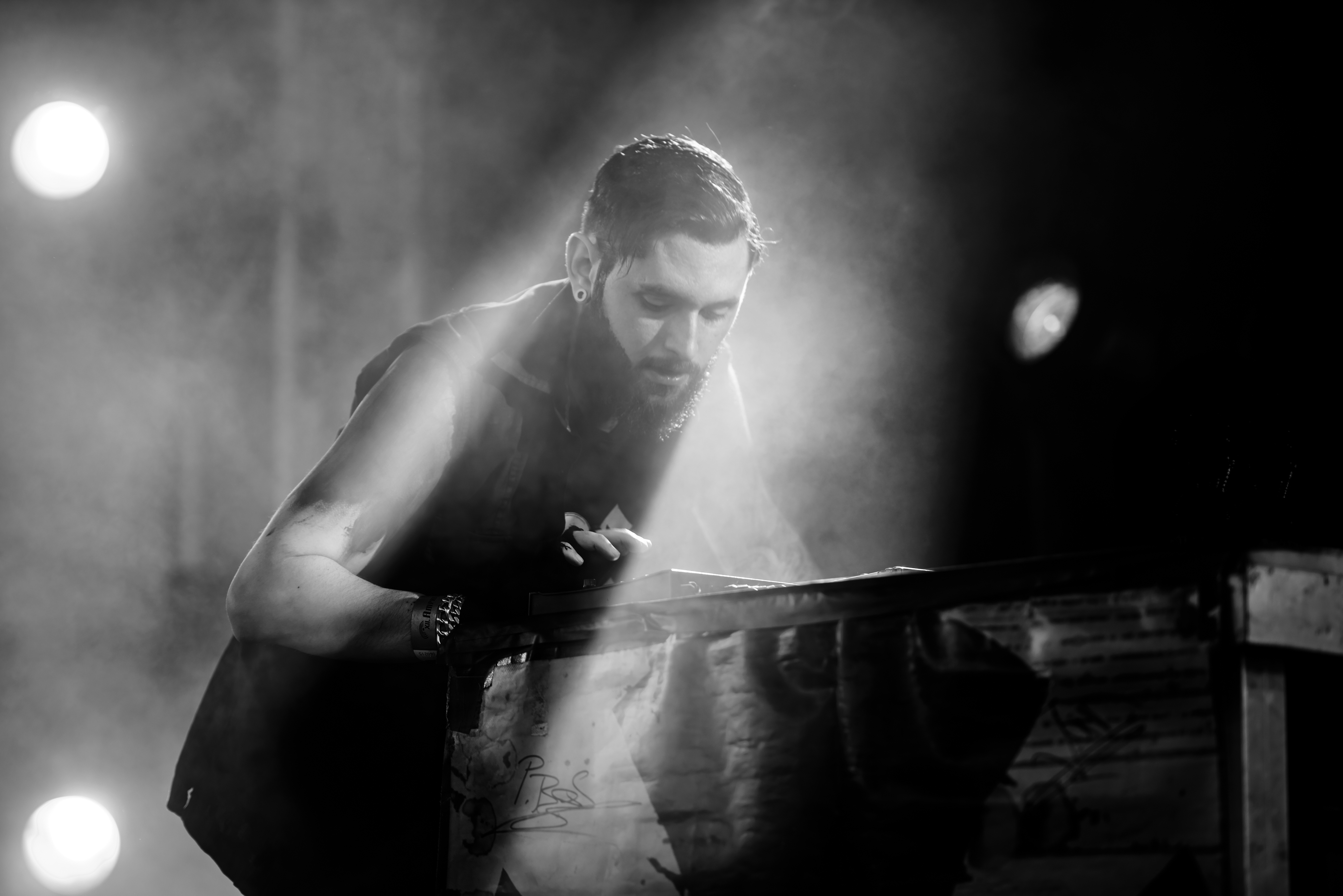
Ohne direkten musikalischen oder soziokulturellen Zusammenhang wird die Musik von Interpreten wie [[X-Rx|[x]-Rx]] in der Szene häufig als Industrial bezeichnet.

Trotz der Entstehung unterschiedlicher Sammelbezeichnungen, werden auch bereits bestehende und ausdifferenzierte Begriffe in der Szene umgedeutet und synonym für weitere rezipierte Musikformen genutzt.
Stilbezeichnungen wie Gothic Metal, Gothic, Wave, EBM und Industrial werden so synonym für neuere Musikformen der Szene wie Aggrotech, Rhythm ’n’ Noise, Dark Rock, Synth Rock oder Symphonic Metal genutzt. So wird Technoid geprägte Musik häufig als EBM oder, sodenn sie mit Distortionseffekten und Samples präsentiert wird, als Industrial bezeichnet. Als Gothic Rock wird häufig die Gesamtheit der in der Szene rezipierten Rockmusik benannt, als Gothic Metal hingegen das Äquivalent im Spektrum des Metals, als Industrial Rock Teile des in der Szene rezipierten Synth Rocks. Ein direkter Zusammenhang zu den ursprünglich mit diesen Begriffen bezeichneten Stilen besteht indes nur selten. Lederer spricht daher von einer Tendenz in der Schwarzen Szene, „Genrebegriffe wahllos oder falsch zu gebrauchen“. Marcus Stiglegger ordnet die Popularität des Begriffes Industrial dem Erfolg der Band Nine Inch Nails zu, derweil diese Interpretation sich vom ursprünglichen Gebrauch abhebt und Industrialmusik als eine „Konzeptkunst“ zu begreifen sei, die „stark formal und inhaltlich ausgerichtet“ ist und sich so „nicht ausschließlich als Musikgenre begreifen“ lasse. Bereits 1995 beklagte Jochen Kleinherz im Hinblick auf den Industrial Rock, dass der Stilbegriff Industrial als „Aufkleber auf Tonträgern, die die übelste Sorte Bickermucke transportieren,“ gebräuchlich sei. Neben Industrial gilt insbesondere der Terminus Gothic als häufig fehlbesetzt. Er werde, so Nym, von Musikjournalisten, ohne eine Verbindung zur entsprechenden Subkultur oder Musik herzustellen, als Suprabegriff für die gesamte Szenemusik genutzt. Dabei würde häufig „Musik mit Kostümierung verwechselt“.

### Sammelbezeichnungen
Zur Abgrenzung derart vereinnahmter Stilbegriffe und zur vereinheitlichenden Darstellung des gesamten rezipierten musikalischen Spektrums nutzten Nym, Rutkowski sowie Platz den Begriff Schwarze Musik. Platz fasst es als „nicht möglich“ zusammen, jenseits des Terminus Schwarze Musik einen umfassenden Oberbegriff für die Musik festzulegen.
Die Bezeichnungen Dark Music und Dark Alternative Music sind verstärkt im englischen Sprachraum für die Musik der Schwarzen Szene verbreitet. Der Ausdruck Indie-Dancefloor hingegen leitete sich vom Ausdruck Independent ab und wurde zu Beginn der 1990er durch die Samplerreihe We Came to Dance als zeitweiliges Synonym für Schwarze Musik gebräuchlich, konnte sich jedoch nicht langfristig als allgemeingültiger Oberbegriff durchsetzten.

## Entwicklung

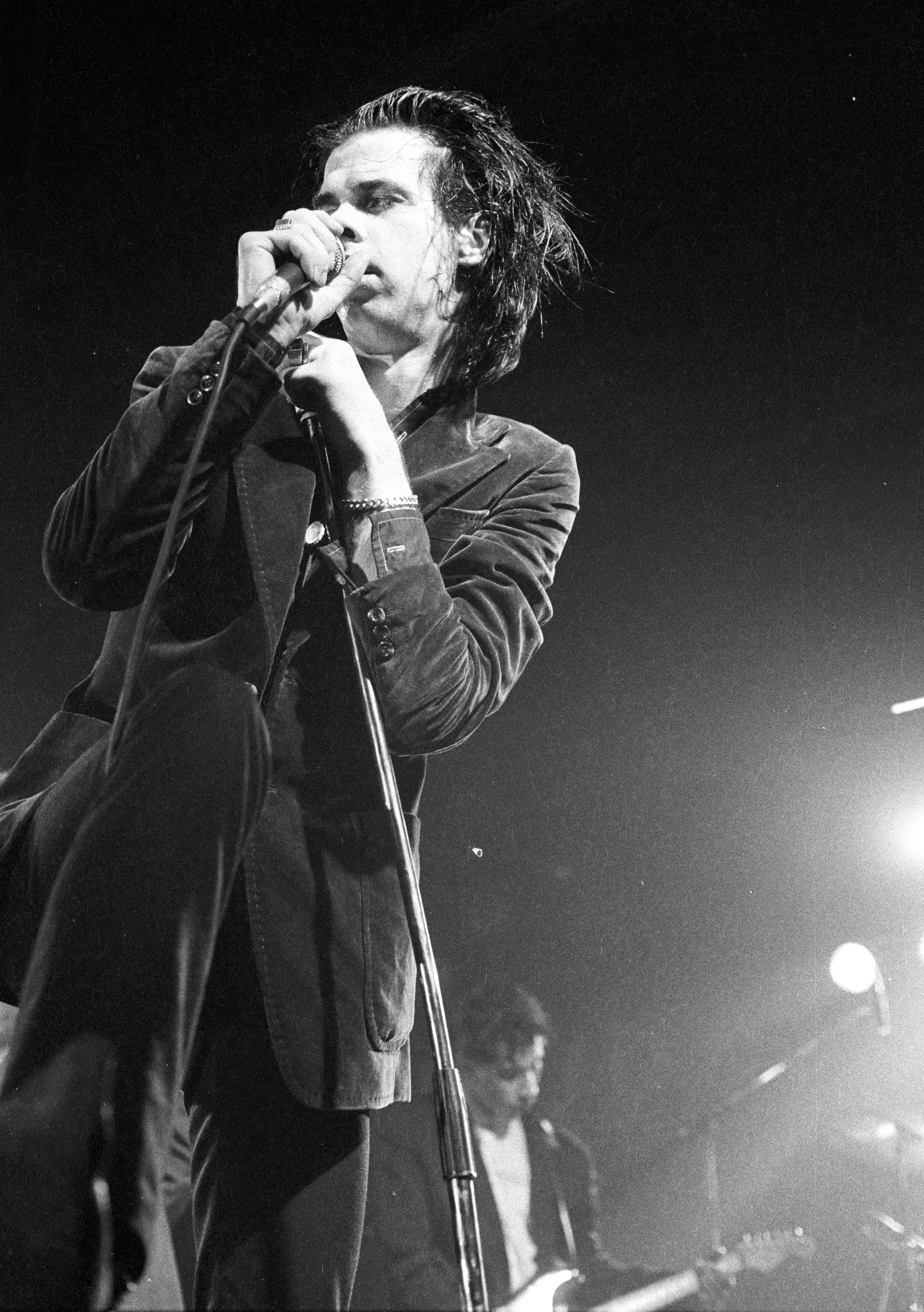
Auch die Alternative-Rock-Band Nick Cave and the Bad Seeds, hier 1986 live in Deinze, gilt als Schwarze Musik, obwohl ihr Stil kaum Berührungspunkte mit der Szenemusik aufweist

In der Entwicklung der Schwarzen Musik bildeten sich zu Beginn der 1990er Jahre „neue musikalische Substile heraus, die sich durch Verwendung klassischer, sakraler oder auch elektronischer Stilmittel von den bisherigen Strömungen […] unterschieden.“ Der Crossover- und Alternative-Hype der 1990er Jahre bedingte in der Szene zunehmende Umwälzungen und Einflussnahmen. Insbesondere Metal und Techno flossen in die rezipierten Musikstile der Schwarzen Szene ein und verdrängten zum Teil bestehende Genres. Gothic Metal begründete als eine der ersten Stilhybriden aus Dark Wave und Metal eine zunehmende Öffnung gegenüber neuen musikalischen Einflüssen innerhalb der Szene. Der Gothic-Metal-Trend war nur von kurzer Dauer und wurde zum Teil von Musikern und Szeneänhängern kritisiert. Er bildete jedoch ab Mitte der 1990er Jahre den Nährboden für eine fließend in den Dark Metal, Dark Rock und Symphonic Metal übergehende Anhängerschaft innerhalb der Schwarzen Szene.
Ähnliche Entwicklungen und Einflussnahmen fanden seit den 1990er Jahren mehrfach statt. Unter dem Einfluss des Metal wurden unter anderem Neue Deutsche Härte, Teile des Alternative-, Dark- und Symphonic-Metal zu Bestandteilen der Schwarzen Musik. Der wachsende Techno-Einfluss begründete im Synthie-Pop- und Electro-Umfeld die Herausbildung des Aggrotech und des Future Pop. Weitere Musikstile folgten dieser Entwicklung nach und neben der stetigen Weiterentwicklung alter und neuer Stile führten die Einflussnahmen auch zur Vereinnahmung szenefremder Musik im Rahmen szenetypischer Stereotype. Unterdessen blieben Interpreten, die sich aus den Stilen der Szene heraus entwickelten, Teil der von der Szene konsumierten Musik, wodurch eigentlich szeneuntypische Musik von Interpreten der Szene weiterhin zur Schwarzen Musik gerechnet wird. Die fortlaufende Entwicklung bis in die Gegenwart führte zu einem „heterogenem Eklektizismus“, welcher sich aus einer Fülle unterschiedlicher Musikstile nährt. Gemein blieb den Interpreten der Schwarzen Musik nach Nym die „Vorliebe für das Morbide, Abseitige und Makabre“. Thomas Rainer von L’Âme Immortelle sieht die Gemeinsamkeit der Schwarzen Musik unabhängig von der musikalischen Grundform und ergänzt, dass wenn sich die Untermalung ändere, „die schwarze Musik aller Generationen doch immer eins vereinen [wird]: dunkle Poesie, die von Sehnsucht, Liebe und dem Tod erzählt.“ Neben den verschiedenen Musikstilen des Dark Wave und Post-Industrials, welche als Urstile der Szene gelten, subsumiert der Begriff Schwarze Musik bis in die Gegenwart die unterschiedlichen Musikgruppen und -genre, welche in der Szene rezipiert werden. Hierunter fallen sowohl Musikstile wie Gothic Metal, Neue Deutsche Härte und Industrial Rock, welche zumindest teilweise der Szene entsprangen, als auch Szeneinterpreten aus gänzlich szenefremden Musikstilen wie Techno, Dark Metal und Alternative, wobei die Zurechnung zur Szene auf lyrischen, ästhetischen sowie subkulturellen Stereotypen beruht.